# Baie Kizlyar
La baie Kizlyar (Кизлярский залив) est une baie de la mer Caspienne située dans la République du Daghestan dans la fédération de Russie.
Un projet de canal eurasien reliant la mer Caspienne à la mer Noire y aurait son extrémité Est si sa construction aboutit.

## Description
La baie a une largeur de 40 km et une profondeur maximale de 4 m. À l'entrée de la baie se trouvent les îles Tyuleny (en). Trois rivières aboutissent dans la baie, en diminuant la salinité.
La Réserve naturelle du Daghestan protège l'intégralité de la baie, y compris les îles, soit 18 485 hectares.